# Megamind: Ultimate Showdown
Megamind: Ultimate Showdown es un videojuego de plataformas en 3D basado en la franquicia Megamind, desarrollado por THQ Studio Australia para consola y Tantalus para portátil, publicado por THQ en asociación con DreamWorks Animation. Fue lanzado el 2 de noviembre de 2010 para Xbox 360 y PlayStation 3, coincidiendo con el lanzamiento de la película. Fue criticado críticamente por su historia y jugabilidad, así como por su bajo nivel de dificultad.
Otro juego conocido como Megamind: The Blue Defender fue lanzado para PSP y DS.

## Jugabilidad
El jugador tiene la capacidad de jugar como Megamind usando su De-Gun para vaporizar enemigos. Para la versión de consola, el juego contiene botines ocultos y mejoras adquiridas por varias cantidades de B.I.N.K.E.Y. (Blue Ion Nano-Kinetic Energ-Y) Si hay un segundo jugador, el jugador puede jugar como un Brainbot que ayuda a Megamind. Para la versión portátil, los jugadores pueden subir de nivel sus armas y recolectar munición de los enemigos derrotados.
Si bien la mayor parte del elenco de la película original fue reemplazado por actores de doblaje suplentes, Jonah Hill retoma su papel de Hal Stewart/Titán.

## Trama
Después de que Megamind se convierte en el héroe de Metro City, Minion le dice que un grupo de villanos conocido como Doom Syndicate tomó el ADN de Metro Man y Megamind. Megamind debe derrotarlos y salvar Metro City. Primero investiga las calles de la ciudad, derrotando al Trabajador de Destrucción, luego derrotando a Psycho Delic en las alcantarillas y finalmente a Hot Flash en el centro. Al recolectar las piezas para su rastreador de ADN, Megamind se enfrenta a Titán, su poder restaurado e infundido con la inteligencia de Megamind. Megamind todavía logra derrotarlo en el Ayuntamiento derrumbando partes del edificio sobre él, debilitándolo lo suficiente como para que Megamind use un suero para devolver a Hal a la normalidad. Megamente sale victorioso.

## Recepción
El juego recibió una puntuación total en Metacritic de 43/100 en PlayStation 3 y 33/100 en Xbox 360, lo que indica "críticas generalmente desfavorables".
Official Xbox Magazine calificó la versión para Xbox 360 del juego con un 3/10 y calificó los gráficos como la única parte del juego que no estaba mal. Computer and Video Games calificó la misma versión con 1.8/10, calificando el juego principal como "una locura agotadora" y "el último de una larga lista de juegos de plataformas para niños THQ idénticos". Adam Wolfe de PlayStation LifeStyle calificó la versión de PS3 con un 4/10, calificándola de un juego de plataformas decente pero criticando la jugabilidad como "repetitiva" y la historia "mediocre".